# Володарское (Северо-Казахстанская область)
Володарское (каз. Володарское) — село в районе имени Габита Мусрепова Северо-Казахстанской области Казахстана. Входит в состав Дружбинского сельского округа. Находится на левом берегу реки Ишим, примерно в 60 км к юго-юго-западу (SSW) от села Новоишимское, административного центра района, на высоте 173 метров над уровнем моря. Код КАТО — 596643200.

## История
Основано в 1954 г. В 1954—1997 гг. — центральная усадьба совхоза "Володарский".

## Население
В 1999 году численность населения села составляла 1050 человек (505 мужчин и 545 женщин). По данным переписи 2009 года, в селе проживал 786 человек (376 мужчин и 410 женщин).